# مايك ويلكس
مايك ويلكس (بالإنجليزية: Mike Wilks)‏ هو رسام وكاتب ومؤلف ورسام توضيحي بريطاني، ولد في 1947 في لندن الكبرى في المملكة المتحدة.